# JR貨物UR15A形コンテナ
UR15A形コンテナ（UR15Aがたコンテナ）は、日本貨物鉄道（JR貨物）輸送用として籍を編入している、12ft 私有コンテナ（冷蔵コンテナ）である。

## 概要
本形式の数字部位 「 15 」は、コンテナの容積を元に決定される。このコンテナ容積15 m3の算出は、厳密には端数四捨五入計算の為に、内容積14.5 m3 - 15.4 m3の間に属するコンテナが対象となる
。また形式末尾のアルファベット一桁部位 「 A 」は、コンテナの使用用途（主たる目的または、構造）が 「 非危険物（いわゆる汎用品） 」を表す記号として付与されている。1988年より登録が開始された。

## 特記事項
利用形態は、北海道地区の食品関連利用の他、旧形式の中期から末期にかけて、鮮魚輸送の新しい輸送方式として話題を集めていたUR1形、対二方開き重冷蔵コンテナの後継種も登場した。しかし、冷蔵コンテナ形式内では最小の積載容積のために、2000年代に入り新規登録は進んでいない。

## 番台毎の概要
他形式の様に複数の番台区分は無く、0番台からの連続登録である。

### 0番台
1 - 3
日本石油輸送所有、日本通運都城支店借受 → 日本通運広島支店借受 → 日本石油輸送へ返却。
荷役中の外気流入による、庫内温度の上昇を出来るだけ抑えるために、両側中央部位の間口幅を狭めた対二方観音開き式で、鮮魚類輸送用の重冷蔵仕様。積荷5 t・自重1.8 t・総重量6.8 tで、旧・東急車輛大阪工場で製造された。
日通広島支店時代は、漁獲高日本一を誇る広島カキの輸送に使われていた。しかし、収穫時期が限定されるために稼働率は低く、リース契約解除後は所有者へ返却されて多品種の冷蔵輸送を担っていたが、元々は鮮魚用途で使われていたために、旧式UR1形時代でも問題となっていた庫内のにおい付着や、塩害による外体腐食などにより短命に終わってしまった。
- ウィキメディア・コモンズには、『鮮魚輸送専用の冷蔵コンテナ』に関するメディアがあります。

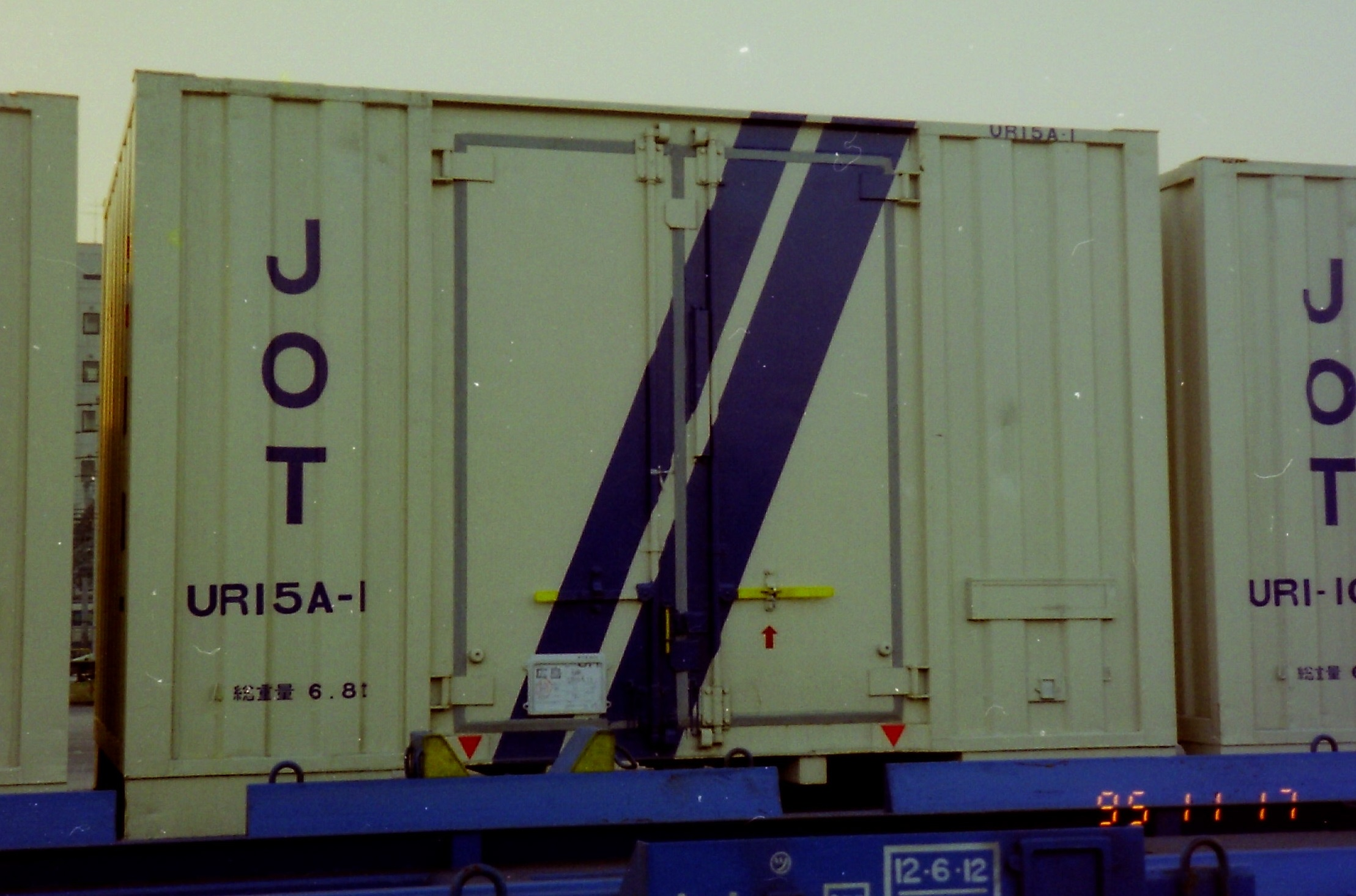
（UR15A-1 日本石油輸送所有。）

4 - 7
北見通運所有。
片妻一方開き式。総重量6.8 tで、旧・富士重工宇都宮車両工場で製造された。

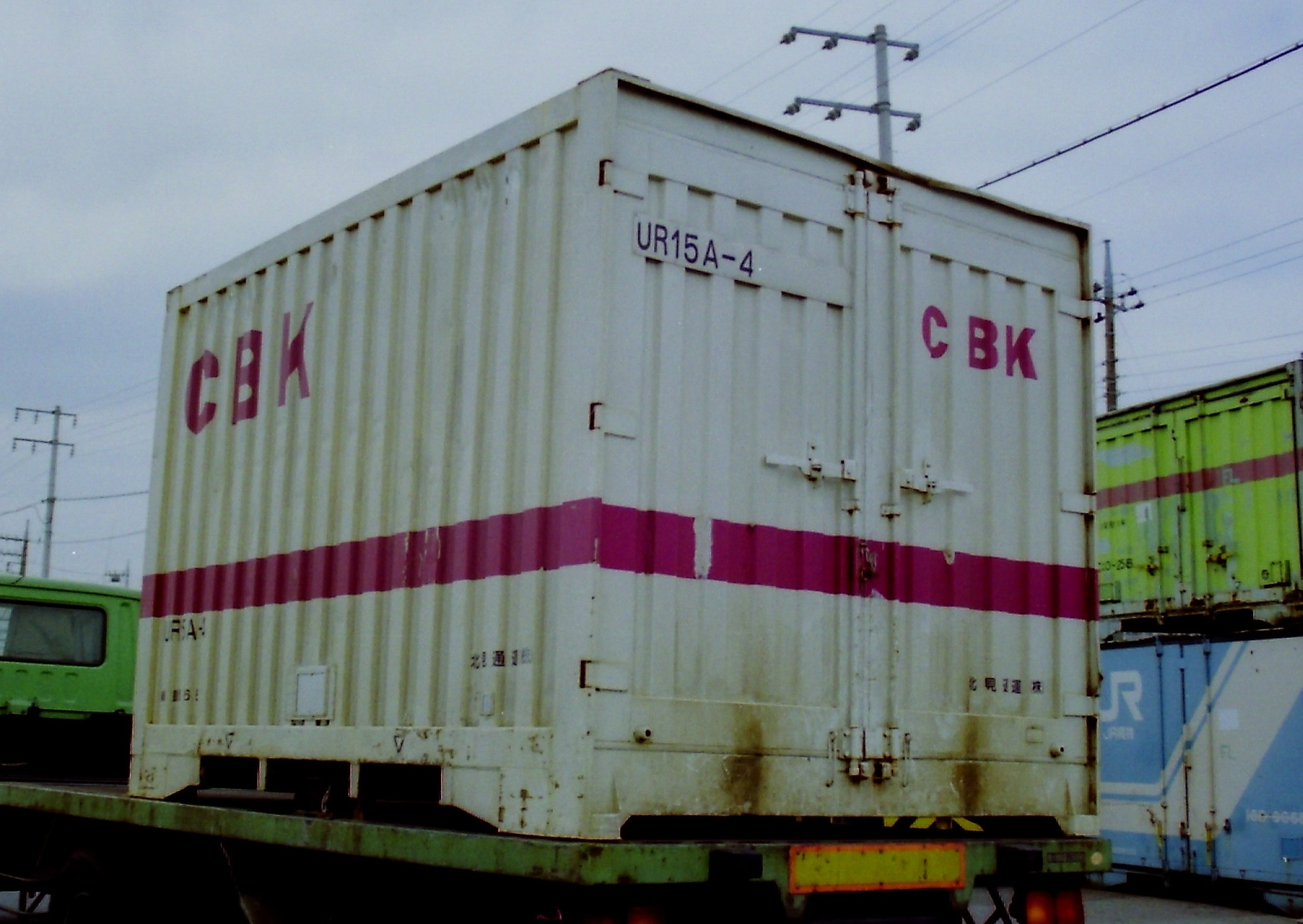
（UR15A-4 北見通運所有。）

8 ・ 9
士別運送所有。
片妻一方開き式。総重量6.7 tで、旧・富士重工宇都宮車両工場で製造された。
10 - 13
美瑛通運所有。
片妻一方開き式。総重量6.7 tで、旧・富士重工宇都宮車両工場で製造された。
14 - 23
旭川地区全通協会所有、旭川通運借受 → 移籍で旭川通運所有。
片妻一方開き式。総重量6.7 tで、旧・富士重工宇都宮車両工場で製造された。

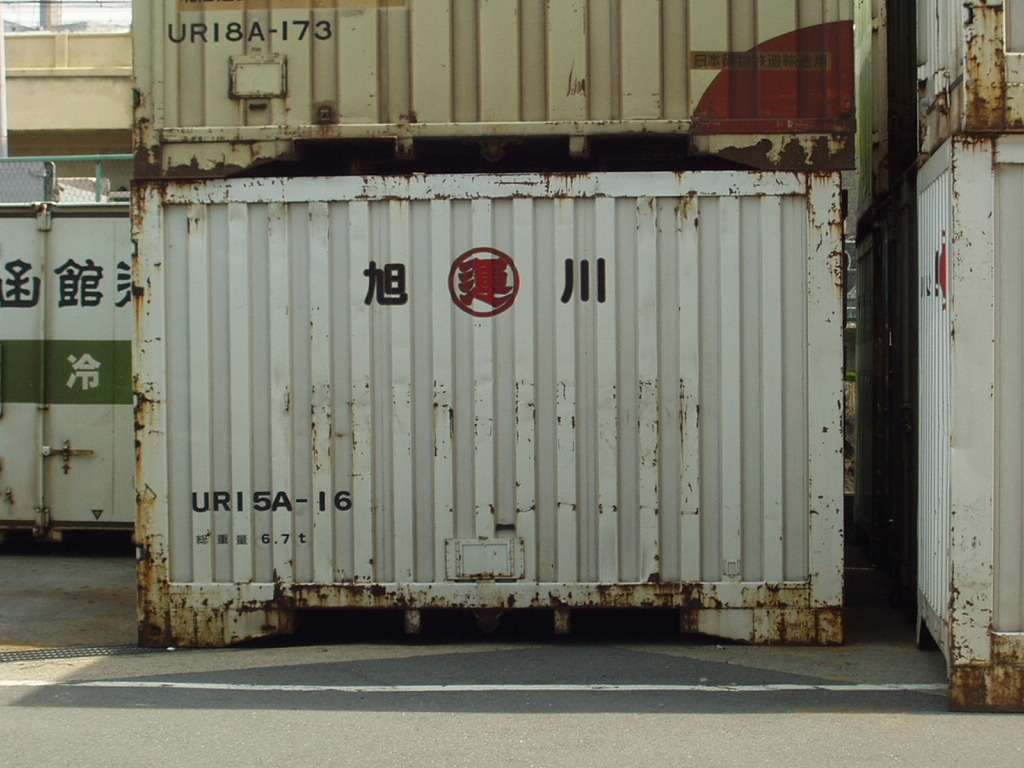
（UR15A-16 旭川通運所有。）

24 - 33
日本石油輸送所有、串木野通運借受。※表記は串野木通運のみ。
荷役中の外気流入による、庫内温度の上昇を出来るだけ抑えるために、両側中央部位の間口幅を狭めた対二方観音開き式で、鮮魚類輸送用の重冷蔵仕様。積荷5 t・自重1.8 t・総重量6.8 tで、旧・東急車輛大阪工場で製造された。元々は鮮魚用途で使われていたために、旧式UR1形時代でも問題となっていた庫内のにおい付着による、無積載回送（いわゆる片道輸送）を回避する裏技で雑貨品などの帰り荷積載が出来ないことや、塩害による外体腐食などにより短命に終わってしまった。

## 外部サイト
個人画像サイト『コンテナの絵本』内、UR15A 
| スタブアイコン | サブスタブ | この項目は、まだ閲覧者の調べものの参照としては役立たない、鉄道に関連した書きかけの項目です。この項目を加筆・訂正などしてくださる協力者を求めています（P:鉄道/PJ:鉄道）。 |